# 埃里克六世 (丹麥)

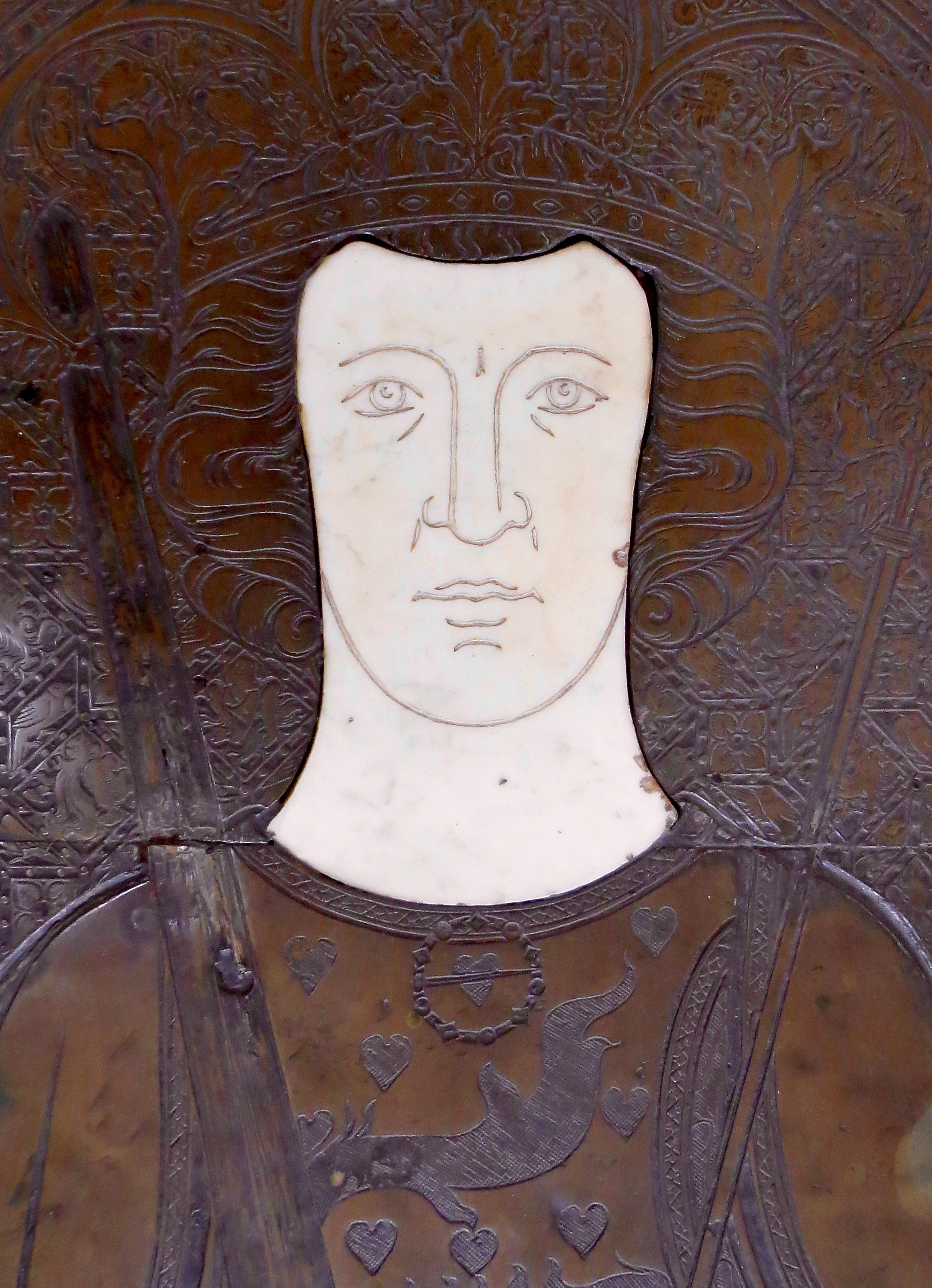
埃里克六世墓葬上的浮雕像
（靈斯泰茲聖本特教堂）

(帶來不幸之人)埃里克六世（丹麥語：Erik VI Menved；1274年—1319年11月13日），丹麥國王（1286年－1319年在位）。丹麥國王埃里克五世與勃蘭登堡藩侯約翰一世的女兒勃蘭登堡的艾格妮絲的長子。

## 生平
埃里克五世於1286年被弒後，當時只有12歲的埃里克六世繼承父位，由母親勃蘭登堡的艾格妮絲攝政。他即位不久，母親及她的勃蘭登堡外戚就審訊及處分一些牽涉謀殺埃里克五世的貴族。在不公平的審訊下，部分貴族被流放及充公財產，教皇甚至絕罰他們。
其後，埃里克六世遭到幾個流亡在外的貴族的挑戰，這些貴族得到挪威國王埃里克·馬格努松及他的繼承人及弟弟哈康五世的支持，在石勒蘇益格公爵瓦爾德馬四世和隆德大主教格蘭德的參加下，襲擊丹麥沿岸。埃里克六世打敗瓦爾德馬四世，並於1294年將格蘭德囚禁起來。1297年，羅馬教皇因此宣布剝奪他的教籍，直至1303年他與教皇卜尼法斯八世和解。埃里克六世在位末期，災難不斷，丹麥和挪威、瑞典重啟戰端，農民、教會、貴族一起反對國王，由於作戰需要大量經費，丹麥經濟頻於破產。1313年，埃里克六世為了金錢放棄在南日德蘭所有的王室領地。1315年至1317年的失收，令國家沒有稅收，庫房空虛，埃里克六世將王室土地抵押給貴族，在他去世時，丹麥已經破產了。
他的外號“Menved”意指“帶來不幸的人”。埃里克六世有15個孩子，其中11個生下來就死掉，3個幼年夭折，最後一個兒子又因其母親於1318年在馬車裡將其舉起向群眾展示時不慎落地而摔死，王后後來也進入修道院。葬在林斯戴特。因此，埃里克六世死後無嗣，王位由弟弟克里斯托弗二世繼承。

## 家庭
- 瑞典的英格堡（英语：Ingeborg Magnusdotter of Sweden）（1277-1319）：1296年結婚，瑞典國王馬格努斯三世之女
  - 瓦爾德馬（？-1302）
  - 埃里克
  - 馬格努斯
  - 未命名的兒子（？-1318）